# Roland Hüttenrauch
Roland Johannes Hüttenrauch (* 26. Januar 1928 in Oberlungwitz; † 12. Januar 2006 im Flugzeug von Luxor nach Istanbul) war ab April 1967 Geschäftsführer und von 1972 bis 1994 Vorstand der Stiftung Warentest in Berlin.

## Leben
Roland Hüttenrauch studierte nach seinem Abitur 1946 an der Universität Leipzig und an der Technischen Universität Berlin, wo er sich im Wintersemester 1951/52 der Berliner Burschenschaft Cimbria anschloss und 1955 mit dem Diplom in Physik abschloss. Dort promovierte er 1961 im Fachgebiet der Elektronenoptik zum Doktor-Ingenieur. Danach lehrte er bis 1964 in der Ingenieurausbildung und war als freier Mitarbeiter in der Arbeitsgemeinschaft der Verbraucherverbände tätig.

## Leistungen
Er wurde kurz nach der Errichtung der Stiftung Warentest 1964 zum Leiter der Abteilung Technik berufen, war maßgeblich am Aufbau der Stiftung Warentest beteiligt und hat sie zu einer erfolgreichen und international angesehenen Institution gemacht. 1967 wurde er als Nachfolger von Olaf Triebenstein Geschäftsführer der Stiftung Warentest und 1972 Vorstand. Während dieser Tätigkeit hat er die Methodik des vergleichenden Warentests entwickelt. 1994 ging Hüttenrauch in den Ruhestand, blieb der Stiftung Warentest aber bis 1999 als Mitglied des Verwaltungsrats erhalten, während Werner Brinkmann sein Nachfolger wurde.
Hüttenrauch war seit 1988 Träger des Bundesverdienstkreuzes I. Klasse. Er gilt in Deutschland als der Vater des vergleichenden Warentests.
Hüttenrauch starb während einer Flugreise von Luxor nach Leipzig vor einer Zwischenlandung in Istanbul.

## Veröffentlichungen (Auswahl)
- Handbuch Qualitätsmanagement – Kapitel 35 – Gebrauchstauglichkeit und Gebrauchswert, Hanser Fachbuchverlag (1999) 4. Auflage
- Zur Methodik des vergleichenden Warentests, in: Vergleichender Warentest: Testpraxis, Testwerbung, Rechtsprechung, Verlag Moderne Industrie, Landsberg/Lech (1986), Seiten 13 bis 21
- Einige Einflüsse der Rechtsprechung auf die Arbeitsmethodik der Stiftung Warentest, in: Vergleichender Warentest: Testpraxis, Testwerbung, Rechtsprechung, Verlag Moderne Industrie, Landsberg/Lech (1986), Seiten 25 bis 34
- Markttransparenz durch Hotelklassifikation: Dokumentation eines Expertengesprächs am 10. April 1986 in Berlin, Stiftung Warentest, Berlin (1986)
- Mit Hans-Dieter Lösenbeck und Peter Loose: Umweltschonend heizen – Dokumentation eines Colloquiums am 7. November 1985 in Berlin, Stiftung Warentest, Berlin (1986)
- Umweltschutz und Konsumverhalten unter besonderer Berücksichtigung des vergleichenden Warentests – Dokumentation eines Colloquiums am 11. Januar 1985 anlässlich des 20-jährigen Bestehens der Stiftung Warentest, Stiftung Warentest, Berlin (1985)
- Der vergleichende Warentest – Wegweiser für Anbieter und Verbraucher, Referat einer Fachveranstaltung von Bild in Zusammenarbeit mit Marketing Anzeigen am 23. April 1985, Axel Springer Verlag, Stuttgart (1985)
- Mit Ulrich Becker, Klaus Düts, Peter Hintze und Hans-Dieter Lösenbeck: Maßnahmen zur Senkung des Kraftstoffverbrauchs von Personenwagen – Dokumentation eines Colloquiums am 5. Mai 1983 in Berlin, Stiftung Warentest, Berlin (1983)
- The methodology of comparative product testing, Journal of Consumer Policy, Springer Netherlands, 1, 2 (März 1977), Seiten 143 bis 150
- Jahreskonferenz der Stiftung Warentest am 21. August 1986, Verlag Stiftung Warentest, Stuttgart 1986,
- Die gleichzeitige Kopplung zweier Elektronenstrahlen entgegengesetzter Richtung mit verschiedenen Teilwellen einer Blattwendel-Verzögerungsleitung, Dissertation, Technische Universität Berlin (1961)